# يزيد بن المفرغ الحميري
يزيد بن مُفَرِّغ الحِمْيَري (ت 69 هـ) شاعر أموي، كان أبوه زياد بن ربيعة حدَّادًا. وقيل: شعابا بتبالة. وتبالة بالفتح هي قرية بالحجاز مما يلي اليمن. ولقب مفرغا لأنه راهن على سقاء من لبن، فشربه حتى فرغه.
كان يعرف الفارسية، بدأ اتصاله بالبلاط نديمًا لسعيد بن عثمان بن عفان، وأصبح بعد ذلك من شعراء البلاط. اشتهر بشعره الساخر من عبّاد وعبيد الله ولدي زياد بن أبيه. وله شعر في المدح والغزل.
وهجا عبيد الله بن زياد ؛ فأتى وطلب من معاوية قتله، فلم يأذن، وقال: أدبه. واستجار يزيد بالمنذر بن الجارود، فأتى عبيد الله البصرة، فسقاه مسهلا، وأركبه حمارًا ربطه فوقه، وطوف به وهو يسلح في الأسواق ، فقال:
ومن نسله جاء الشاعر إسماعيل الحميري.

## شعره
له ديوان شهير جمعه وحققه الدكتور عبد القدوس أبو صالح، بعنوان (يزيد بن مُفَرِّغ الحِمْيَري حياته وشعره)، مؤسسة الرسالة بيروت، ط3، 1414هـ/ 1993م.

وهو القائل:

## وفاته
نقل صاحب المرآة: أن ابن مفرغ مات سنة تسع وستين من الهجرة 69 هـ.